# Pieros Sotiriou
Pieros Sotiriou (griechisch Πιέρος Σωτηρίου Pieros Sotiriou, * 13. Januar 1993 in Nikosia) ist ein zyprischer Fußballspieler.

## Karriere

### Verein
Pieros Sotiriou begann seine Profikarriere 2010 bei seinem Heimatverein Olympiakos Nikosia und wechselte nach dem Abstieg aus der ersten Liga 2013 weiter zum zypriotischen Topklub APOEL Nikosia, mit dem er fünf Meisterschaften und zwei Pokalsiege feiern konnte. Im Sommer 2017 wurde er dann vom FC Kopenhagen für 2,5 Millionen Euro verpflichtet. In seiner ersten Saison war er mit 14 Treffen auf Anhieb bester Torschütze des Vereins. Am 20. Februar 2020 gab dann der kasachische Erstligist FK Astana die Verpflichtung Sotirious bekannt. 2021 wechselte er nach Bulgarien zu Ludogorez Rasgrad. 2021 und 2022 feierte er mit dem Verein die bulgarische Meisterschaft. Für den Verein aus Rasgrad bestritt er 29 Erstligaspiele. Im August 2022 zog es ihn nach Japan. Hier unterschrieb er einen Vertrag beim Erstligisten Sanfrecce Hiroshima. Dort gewann er zwei Monate später den J.League Cup, beim 2:1-Finalsieg über Cerezo Osaka erzielte der Stürmer beide Treffer. Am Ende der Saison 2024 wurde er mit Sanfrecce Hiroshima Vizemeister der Liga. Nach 76 Erstligaspielen, in denen er 22 Treffer erzielte, kehrte er im Januar 2025 in seine Heimat zurück. Hier schloss er sich seinem ehemaligen Verein APOEL Nikosia an.

### Nationalmannschaft
Sotiriou, seit 2012 ein fester Bestandteil der zyprischen A-Nationalmannschaft, spielt dort als Mittelstürmer und kommt bisher auf 58 Einsätze und zwölf Tore für sein Land.

## Erfolge
APOEL Nikosia
- Zyprischer Meister: 2013, 2014, 2015, 2016, 2017
- Zyprischer Pokalsieger: 2014, 2015
- Zyprischer Superpokalsieger: 2014

FC Kopenhagen
- Dänischer Meister: 2019

Ludogorez Rasgrad
- Bulgarischer Meister: 2021, 2022
- Bulgarischer Superpokalsieger: 2021

Sanfrecce Hiroshima
- Japanischer Ligapokalsieger: 2022
- Japanischer Vizemeister: 2024